# 王子の幇間
王子の幇間（おうじのたいこ）は古典落語の演目の一つ。
明治の大看板、初代三遊亭圓遊の創作落語で、主な演者には8代目桂文楽などがいる。

## あらすじ
王子に関する武勇伝から、「王子の幇間」の異名を持つ幇間・平助。
呼ばれもしないのに花柳界はもちろん、芝居や寄席の楽屋にまで出入りして、かなり顔が売れている。
特に、神田の佐々木という旦那の家には、三日にあげず物欲しそうにやってくるためご主人はもちろん、使用人一同にいたるまで大迷惑していた。
お内儀(かみ)さんも腹を立て、『平助入るべからず』という魔除けの札を門口に張ったが、いっこうに効果がない。

かえってその札を回収され、「ちり紙交換に出します」と喜ばれる始末だ。
その日も、昼過ぎに平助がやってきた。
閉口する主人に、お内儀さんは『旦那が留守だと言ってあいつを油断させ、さんざん悪口を言わせてから、当人がぬっと現れて、こっぴどく痛めつけよう』とアドバイスをした。
主人が隠れたところで、早速平助が店の奥に乗り込んでくる。
出入りの鳶頭を捕まえ、「洲崎の女郎屋で、女郎相手に三味線を弾いていましたね」と言っていきなり頭をポカポカ殴られた。
懲りずに権助に声をかけ、「地元で女狂いをしていた」と暴露して『悪魔野郎、終身懲役ヅラめ』と罵られてまたポカポカ。
やっとこさ、お内儀さんのところに到着すると、「今日は陽気に、店先でポカポカいい音がしたね」と嫌味を言われてしまう。
「どうも様子が変だと思ったら、さては旦那に頼まれて様子を探りにきたね？　お前さん、間諜(スパイ)だろう？」
「間諜？　誤解ですよ、冤罪だぁ。そりゃ確かにね、幇間は旦那の指令で動きますが…あ、饅頭があった。奥様の前ですが…モグモグ…幇間なんて、長いことやっていると…モグモグ…ろくなことはありませんよねぇ。あ、お茶もある。こうやって攻められると、なんか幇間止めたくなっちゃった…ズズーッ」
「それは私のお茶と饅頭だよ！」

「これは失礼」

「だいたいね、隠しても分かるんだよ。旦那はどこだい？　日本橋かい、河岸かい、八丁堀かい？」

「マァマァ落ち着いて。実は、今回は大切なお話があって伺ったんです｣
実は、旦那が外神田の芸者に入れ揚げ、お内儀さんを追い出そうと算段中…とある事無いことペラペラ喋る。
その上、件の武勇伝を披露して旦那の横暴さをアピールしたため、すっかり同情した(もちろん嘘)お内儀さんは、
「そうかい。そんな不実な人とは知らなかった。もう愛想が尽きたから、おまえ、私と逃げておくれでないか」
と駆け落ちの約束をしてしまう。
『瓢箪から駒』だと大喜びの平助。
「このツヅラの中にはダイヤモンドに株券、珊瑚珠の五分珠、金ののべ棒が入っているから背負っとくれ」とお内儀さんに言われるままに山のような荷物を担ぎ、手がふさがったところでお内儀さんが頭をポカリ。
それを合図に、奥からだんなが登場！
「だ、旦那…！！」

「この野郎、オレが家にいねえと思って、飛んでもねえことをペラペラと。岡惚れしているのは手前じゃねぇか」

「これはどうも相済みません…」

「何が済みませんだ。そのツヅラにはな、七輪が四つも入っているんだ。そんな物を持って、いったいどこへ行こうてんだ」

「へえ、ご近所が火事で手伝いに」

「馬鹿野郎。火事なんざどこにある」

「今度あるまで、背負っております」

### 平助の武勇伝
「あの旦那はひどい人ですよ。この前、私が家を掃除していたらいきなり旦那がやってきましてね…」
朝飯を食いにいこうと誘われ、両国に行ったら早すぎてまだ準備中。
「『「常盤屋」にでも行かないか？』と言われて、花やしきのほうまで行ったら直前でわき道に曲がっちゃった」
柳橋に来たので、「柳光亭」の鰻でも食べるのかと思ったら、
「代地の『万里軒』(西洋料理)がいいか？　茅町の『鹿の子』がいいか？　蔵前の『宇治里』がいいか？」
と次々と質問され、実際に蔵前通りに来たところで「線路沿いをズーッといって、電車が来ても避けなかったら15円やろう」。
何とか取り繕って許してもらったが、今度は三好町(「富士山」・牛肉)…駒方(「川枡」・泥鰌)…と引っ張りまわされ、やって来たのは浅草。
「飯が美味くなるように、運動でもしようか？」
「尾張屋」かな、「万金」かな…と期待をしたが、旦那の言葉は「浅草寺の境内にいる鳩に、豆を買って撒いてやれ」。
お堂の周りを五回まわって、人造の富士山に七回も登らされてもうフラフラ。しかも、旦那のほうを見ると、パンにバターをぬって食べていたりする。
千住へ来たから、『尾彦』で《鮒の雀焼き》でも食べるのかと思ったら、橋場に引っ張り込まれてお茶を何杯もガブガブ。
木母寺の「三遊塚」まで行ったと思ったら、門跡に引っ張ってかれて「俺の友達の墓があるから、その墓掃除をしろ」とのご命令。
仕方なく掃除を始めたら、たまたま水がかかった墓をすべて掃除させられ、都合238本もピカピカにする羽目に…。
その後もいろいろあって、結局王子の権現様でお百度を踏まされてバタン、キュー。
海老屋という料亭に運んでいってもらい、腹いっぱい食べたところで綱渡りをさせられて落っこちた。

## 「幇間もち揚げての末の幇間もち」
幇間は本来、柳橋など特定の集団(ギルド)に所属し、宴会を盛り上げることを仕事にしている。

しかし、幇間の中には、特定の遊里に所属せず、ひたすらお座敷に乗り込んでは客を取り巻いていくフリーの幇間もいたのだ。
それが、『王子の幇間』に出てくる平助を筆頭とした野幇間であり、彼らは、芸や客を取り巻く技術にかけてはプロとの差があるものの、それ相応に道楽をした末に幇間になった連中であるため、プライドは正統の幇間には負けていなかったようだ。
だからつい、図々しくもあっちこっちに出入りしてしまい、こんな騒動を起こしていたのである。
この章のタイトルとしてあげた、【幇間もち揚げての末の幇間もち】という言葉は、道楽三昧をした挙句、身上をつぶすか勘当されるかで自ら幇間となった人が実に多かったことをあらわしている。

## 「幇間」の出てくる落語
- 『たいこ腹』:若旦那の気まぐれで、鍼を打つ羽目になった幇間・一八の悲喜劇。
- 『鰻の幇間』:「どこで見たことのある客」を取り巻こうとし、その結果大変な目にあってしまう幇間の噺。
- 『富久』:失業した幇間が、富くじを買ったことから騒動に巻き込まれる。
- 『野ざらし』
- 『愛宕山 (落語)』